# ورنن ولی (نیوجرسی)
ورنن ولی، نیوجرسی (به انگلیسی: Vernon Valley, New Jersey) یک منطقهٔ مسکونی در ایالات متحده آمریکا است که در ورنون، نیوجرسی واقع شده‌است.

## خصوصیات
ورنن ولی ۷٫۰۰۶ کیلومترمربع مساحت و ۱٬۶۲۶ نفر جمعیت دارد و ۱۸۲ متر بالاتر از سطح دریا واقع شده‌است.